# Ledsnäckor
Ledsnäckor är en klass som tillhör gruppen blötdjur (Mollusca). De kännetecknas av att de har åtta skalplattor utefter sidorna. Buksidan har en välutvecklad fot och vid sidan av dessa finner man rader av gälar.
Året 2008 listades cirka 920 levande arter i klassen. De lever i alla hav i polartrakterna, i tempererade områden och i tropikerna. Individernas färgsättning kan variera inom en art.
Arterna förekommer i havet, ofta på klippig eller annan hård botten. Storleken varierar mellan några millimeter eller några centimeter. Störst är Chryptochton stelleri med en längd av 30 cm. Plattorna överlappar varandra. Huvudet skiljs från foten genom en tvärgående sänka. Arterna saknar ögon och vid munnen finns endast korta utväxter. Födan utgörs främst av alger och detritus. Vissa arter är endast växt- eller köttätare.